# Flat Earth Society
La Flat Earth Society ("Associazione della Terra Piatta") è una associazione nata in Inghilterra che sostiene il mito della "Terra piatta". Successivamente ha avuto sede in California e conta membri sparsi in tutto il globo.

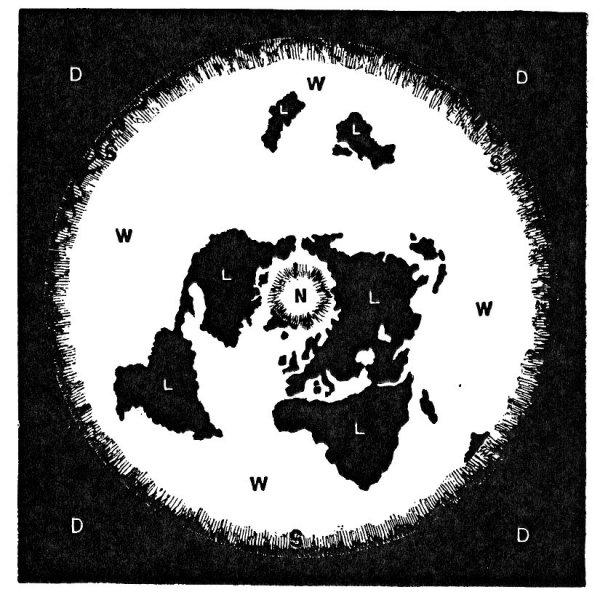
Mappa della Terra secondo Rowbotham, da Earth not a Globe

## Origini

### Carpenter
Uno dei primi sostenitori moderni della Terra piatta fu William Carpenter (1830-1896), che realizzò nel 1885 un opuscolo intitolato "One hundred proofs the Earth is not a Globe" ("Cento prove che la Terra non è un Globo"), stampato e pubblicato in proprio. Una di queste prove, secondo Carpenter, era la testimonianza riferita dagli aeronauti secondo cui, nemmeno alle grandi altezze raggiunte con palloni aerostatici, era possibile vedere la curvatura terrestre; ma all'epoca le massime quote raggiunte non erano sufficienti a percepire ad occhio la curvatura della superficie.

### Rowbotham e l'Astronomia Zetetica
L'inventore inglese Samuel Birley Rowbotham (1816 – 1884) nel 1849, con lo pseudonimo "Parallax" (Parallasse), pubblicò un opuscolo di 16 pagine intitolato Zetetic Astronomy: Earth Not a Globe (Astronomia Zetetica: la Terra non è un globo), dando origine all'uso dell'aggettivo "zetetica" (dal greco zêtêin, che significa cercare, indagare) usato per definire la sua visione dell'astronomia. Secondo il modello di Rowbotham, la Terra sarebbe un disco piano, con il Polo Nord al centro, e il Sud costituito dalla circonferenza del cerchio. Rowbotham pubblicò una seconda edizione del suo volume nel 1865 ampliandone il contenuto fino a 221 pagine, alla quale seguì una terza edizione nel 1881, di 430 pagine, in cui esponeva le basi della sua teoria. Pubblicò inoltre risultati di alcuni suoi esperimenti di misura della curvatura della superficie di diversi laghi per dimostrare come questa non fosse curva; secondo l'autore, il motivo per cui le navi spariscono all'orizzonte sarebbe un effetto prospettico.
Rowbotham e i suoi seguaci guadagnarono popolarità conducendo pubblici dibattiti con i più noti scienziati dell'epoca.

### La Universal Zetetic Society
Alla morte di sir Rowbotham, i suoi sostenitori fondarono la Universal Zetetic Society che pubblicava una rivista, intitolata The Earth Not a Globe Review. La società rimase attiva fino ai primi anni del XX secolo, ma dopo la prima guerra mondiale conobbe un lento declino.

### Wilbur Glenn Voliva
Negli Stati Uniti d'America l'idea di Rowbotham venne accolta dalla Christian Catholic Apostolic Church ("Chiesa Cristiana Cattolica Apostolica"), gruppo religioso fondato dal predicatore scozzese John Alexander Dowie (1847 – 1907). La chiesa stabilì nel 1895 una comunità teocratica a Zion, nell'Illinois. Al suo culmine, nel 1905, la chiesa contava 30 000 aderenti in tutto il mondo 7 500 dei quali nella sola città di Zion; la sua rivista, The Leaves of Healing, era distribuita negli Stati Uniti, in Australia, Europa e Africa meridionale.
Nel 1906 Dowie fu sostituito alla guida della comunità dal suo luogotenente Wilbur Glenn Voliva, convinto sostenitore della teoria della Terra piatta. Voliva offrì un premio di 5.000 dollari a chiunque fosse riuscito a dimostrare la non validità del modello della Terra piatta, ma solo alle sue condizioni. Si avvalse di una radio privata per propagandare le sue idee e volle che l'astronomia zetetica fosse insegnata nella scuola della comunità.

## La Flat Earth Society

### Samuel Shenton
Nel 1956 un membro della Royal Astronomical Society, Samuel Shenton, fondò la Flat Earth Society, che doveva raccogliere l'eredità della scomparsa Universal Zetetic Society.
La Società venne a confrontarsi con il programma spaziale della NASA, che negli anni sessanta produsse fotografie della terra vista dallo spazio, provandone definitivamente la forma sferica. Tuttavia, a proposito delle foto, Shenton commentò: «È chiaro che una foto simile possa ingannare un occhio inesperto». La posizione della Società fu che il programma spaziale fosse una montatura e gli sbarchi degli astronauti sulla Luna fossero una finzione cinematografica, il tutto mirato ad ingannare l'opinione pubblica con la falsa idea di una Terra sferica. Questa teoria del complotto ebbe successo anche tra persone che non aderivano alla teoria della Terra piatta (vedere Dubbi sull'allunaggio dell'Apollo), e nonostante le due teorie non fossero strettamente correlate fruttò comunque alla Società un grande numero di iscrizioni.

### Charles K. Johnson
Alla morte di Shenton nel 1971 il texano Charles Kenneth Johnson (1924 - 2001), successore da lui stesso designato, diventò nuovo presidente della Società della quale fu energico promotore. Sotto la sua guida la Società divenne un movimento che, oltre a sostenere il consueto modello di Rowbotham, raccoglieva sostenitori di pseudoscienze in genere e si batteva contro la scienza.
Johnson passò anni a esaminare studi a favore e contrari alla sua teoria; sulla base dei quali ipotizzò l'esistenza di un complotto contro la "Terra piatta" ed in proposito pubblicò un articolo su Science Digest nel 1980.
Scrisse: «L'idea di un globo rotante è una cospirazione fallace contro la quale Mosè e Colombo si batterono...». Le contestazioni all'articolo di Johnson furono molte, a cui il giornale replicò scrivendo: «Se la Terra è una sfera, allora la superficie di una grande massa d'acqua deve essere curva. Johnson ha controllato le superfici dei laghi Tahoe e Salton senza trovare alcuna curvatura».
Nel 1995 la sede della Società di Johnson, un rifugio nel Deserto del Mojave, in California venne distrutta da un incendio, e con essa tutti gli archivi comprese le liste degli associati.
Il 19 marzo 2001 Johnson morì, lasciando la "Flat Earth Society" al suo destino; all'epoca la società contava poche centinaia di iscritti.

## La Flat Earth Society nella cultura di massa

### Letteratura
- Nel racconto La nebbia di Stephen King un gruppo di persone si rifiuta di credere agli eventi che li circondano nonostante l'evidenza e quindi per questo motivo vengono soprannominati, dagli altri personaggi, la "Flat Earth Society".[10]

### Musica
- La Flat Earth Society (FES) è una orchestra jazz belga fondata nel 1997 dal musicista Peter Vermeersch.[11]
- Il gruppo melodic-hardcore-punk californiano Bad Religion pubblicò una canzone intitolata "Flat Earth Society", scritta da Brett Gurewitz.[12] Il brano venne incluso nell'album Against the Grain del 1991 e successivamente anche nella raccolta All Ages del 1995.
- Il gruppo indie californiano Wilderness Survival pubblicò nel suo primo album "Stereotypes and Types of Stereos" del 2005 una canzone intitolata "Flat Earth Society Gala".

### Giochi
- Nel gioco da tavolo Crack! (in inglese Go For Broke), una sorta di Monopoly al contrario prodotto dalla Milton Bradley Company, tra le spese inutili che il giocatore può compiere c'è un'ingente donazione alla Flat Earth Society.